# Liste der Baudenkmäler in Wiesenthau
Auf dieser Seite sind die Baudenkmäler in der oberfränkischen Gemeinde Wiesenthau zusammengestellt. Diese Tabelle ist eine Teilliste der Liste der Baudenkmäler in Bayern. Grundlage ist die Bayerische Denkmalliste, die auf Basis des Bayerischen Denkmalschutzgesetzes vom 1. Oktober 1973 erstmals erstellt wurde und seither durch das Bayerische Landesamt für Denkmalpflege geführt wird. Die folgenden Angaben ersetzen nicht die rechtsverbindliche Auskunft der Denkmalschutzbehörde.
 Diese Liste gibt den Fortschreibungsstand vom 7. Juni 2023 wieder und enthält 13 Baudenkmäler.

## Baudenkmäler nach Ortsteilen

### Wiesenthau
| Lage                                                             | Objekt                               | Beschreibung | Akten-Nr.     | Bild                |
| ---------------------------------------------------------------- | ------------------------------------ | --- | ------------- | ------------------- |
| Am Ehrenbacher Weg (Standort)                                    | Kapelle                              | Satteldachbau, massiv, verputzt, neugotisch, um 1890 | D-4-74-175-9  | BW                  |
| Binzig (Standort)                                                | Marter                               | Sandsteinsäule, wohl 17. Jahrhundert; an der Straße zum Bahnhof | D-4-74-175-11 | BW                  |
| Hauptstraße 17 (Standort)                                        | Ehemaliges Gasthaus                  | Zweigeschossiger giebelständiger Satteldachbau mit Schopfwalm und Klebdächern, Erdgeschoss in Sandsteinquadern, Obergeschoss in Fachwerk, bezeichnet 1784 | D-4-74-175-1  | Ehemaliges Gasthaus |
| Hauptstraße 20 (Standort)                                        | Hausfigur                            | Immaculata, gefasste Holzstatue, spätbarock, drittes Viertel 18. Jahrhundert | D-4-74-175-2  | BW                  |
| Hauptstraße 22 (Standort)                                        | Katholische Pfarrkirche St. Matthäus | urspr. Schlosskapelle, Saalkirche mit Satteldach, eingezogenes polygonales Altarhaus und Westturm mit Spitzhelm, Sandsteinquaderbau, im Kern spätgotisch mit neugotischen Veränderungen, Westturm 1525, Langhaus im Kern 16. Jh., 1868/69 umgebaut und 1901 nach Osten erweitert; mit Ausstattung | D-4-74-175-3  | weitere Bilder      |
| Hauptstraße 22 (Standort)                                        | Ölbergkapelle                        | massiver Anbau mit Pultdach, 1711, mit gefassten Holzfiguren von Friedrich Theiler, nach 1800 | D-4-74-175-3  | BW                  |
| Hauptstraße 30 (Standort)                                        | Fachwerkstadel                       | Hierzu Fachwerkstadel, Fußwalmdach, 18./19. Jahrhundert | D-4-74-175-6  | BW                  |
| Hauptstraße 38 (Standort)                                        | Gasthaus                             | Satteldachbau, Erdgeschoss massiv, Obergeschoss in Fachwerk, wohl erste Hälfte 19. Jahrhundert, mit späteren Anbauten | D-4-74-175-5  | BW                  |
| Hauptstraße 38 (Standort)                                        | Scheune                              | | D-4-74-175-5  | BW                  |
| Nähe Hauptstraße (Standort)                                      | Kreuzkapelle, ehemalige Flurkapelle  | Offener Sandsteinquaderbau mit Walmdach, Holzkruzifix, erste Hälfte/Mitte 19. Jahrhundert; im oberen, aufgelassenen Friedhof, heute Grünanlage | D-4-74-175-10 | BW                  |
| Schloßplatz 1 (Standort)                                         | Schloss                              | Dreigeschossige Dreiflügelanlage mit runden Ecktürmen, massiv, teils verputzt, Satteldächer, Türme mit Spitzhelmen, am Ostflügel mit Glockendächern, Südflügel und Ecktürme im Kern 14. Jahrhundert, Süd- und Westflügel nach den Bauernkriegen ab 1529 wiederaufgebaut, Ostflügel 1560–66        | D-4-74-175-7  | weitere Bilder      |
| Schloßplatz 1 (Standort)                                         | Pförtnerhaus                         | zweigeschossiger Schopfwalmdachbau, Erdgeschoss Sandsteinquader, Obergeschoss Fachwerk, im Kern 16. Jahrhundert, 1786 erneuert | D-4-74-175-7  | weitere Bilder      |
| Schloßplatz 1; Heckengasse; Schloßplatz; Weiherstraße (Standort) | Schlossummauerung                    | mit fortifikatorischen Elementen, Sandsteinquader, 1560–66 | D-4-74-175-7  | BW                  |

### Schlaifhausen
| Lage                         | Objekt     | Beschreibung                                                                                                | Akten-Nr.     | Bild           |
| ---------------------------- | ---------- | --- | ------------- | -------------- |
| Schlaifhausen 21 (Standort)  | Hofkreuz   | Holz, 19. Jahrhundert                                                                                       | D-4-74-175-16 | BW             |
| Schlaifhausen 32 (Standort)  | Wegkreuz   | Sandstein, neugotisch, bezeichnet 1892                                                                      | D-4-74-175-15 | Wegkreuz       |
| Schlaifhausen 43 (Standort)  | Gasthaus   | Zweigeschossiger giebelständiger Satteldachbau, massives Erdgeschoss, Fachwerkobergeschoss, bezeichnet 1844 | D-4-74-175-13 | weitere Bilder |
| Schlaifhausen 146 (Standort) | Bauernhaus | Eingeschossiger Satteldachbau, massiv, verputzt, um 1800                                                    | D-4-74-175-18 | BW             |

## Ehemalige Baudenkmäler
| Lage                      | Objekt                                   | Beschreibung                                                                                | Akten-Nr.    | Bild |
| ------------------------- | ---------------------------------------- | ------------------------------------------------------------------------------------------- | ------------ | ---- |
| Wiesenthau Hauptstraße 28 | Ehemaliges Bauernhaus, heute Bankgebäude | Eingeschossiger giebelständiger Satteldachbau, Sandsteinquader, mit Giebelfachwerk, um 1800 | D-4-74-175-4 | BW   |
| Hauptstraße 28            | Hoftor                                   | Klassizistische Hofeinfahrt mit Sandsteinpfosten, 19. Jh.                                   | D-4-74-175-4 | BW   |